# Driedorf
Driedorf est une municipalité allemande située dans l'arrondissement de Lahn-Dill et dans le Land de la Hesse.